# Буча (фільм)
«Буча» — український повнометражний художній фільм режисера Станіслава Тіунова про волонтера, який вивозить людей з Бучі під час влаштованої російською армією Бучанської різанини. Фільм заснований на реальній біографії волонтера Костянтина Гудаускаса.

## Сюжет
Фільм заснований на реальній історії Костянтина Гудаускаса — волонтера, який вивіз десятки людей з Бучі, Ворзеля та інших окупованих росіянами місць. Він литовець за батьком, але народився в Казахстані, і його «союзний» для росіян казахський паспорт допомагав йому проїжджати російські блокпости.

## У ролях
| Актор                   | Роль                      |
| ----------------------- | ------------------------- |
| Цезарій Лукашевич       | Костянтин Гудаускас       |
| В'ячеслав Довженко      | полковник ФСБ Стрельников |
| Сергій Стрельников      | Олександр                 |
| Артемій Єгоров          | Станіслав                 |
| Олександр Крижановський | Євген Миколайович         |
| Анастасія Нестеренко    | Іра                       |
| Никон Федотов           | Діма                      |
| Олександр Печериця      | Рома                      |
| Тетяна Вашневська       | Ірина Фількіна            |
| Тетяна Юрікова          | Надія                     |
| Сергій Сміян            | Ягодин                    |
| Володимир Захаренков    | Меркулов                  |
| Наталія Бережна-Музичко | дружина Стрельнікова      |

## Зйомки
Творці фільму при створенні сценарію ґрунтувались на розповідях Гудаускаса і консультаціях з ГУР Міністерства оборони України. На думку BBC, більшість представлених у фільмі сюжетів справді «так чи інакше співвідносяться з реальністю окупованої Київщини». Для написання діалогів між російськими військовиками використовувались оприлюднені записи перехоплень переговорів. Як російську техніку у фільмі знімали трофейні БТР та вантажівки, захоплені українською армією. Зйомки проходили в Київській області з 16 березня до 22 квітня 2023 року.
Окрім художнього фільму, знімальна група також працює над документальним фільмом зі спогадами очевидців, які були записані під час роботи над художнім фільмом.
Зйомка фільму фінансується приватним коштом, зокрема від американського інвестора Семена Дукача.
В створенні та зніманні фільму команді допомагали Міністерство оборони України, Генеральний штаб ЗСУ, ГУР МО України, Державна прикордонна служба України, Національна поліція України, Київська міська рада, Київська обласна військова адміністрація.

## Реліз

### Допрем'єрні покази
У 2023 році фільм представляли на спеціальній події Берлінського міжнародного кінофестивалю, на окремих показах у Нью-Йорку та Бостоні, на Венеційському кінофестивалі та Міжнародному кінофестивалі у Торонто.
24 лютого 2024 року, до 2-річчя початку повномасштабного російського вторгнення в Україну, запланований показ відзнятих робочих матеріалів за фільмом в Лос-Анджелесі.
У лютому 2024 року в рамках українського фестивалю документального кіно Cinema for Victory відбувся перший публічний показ.

## Реакція
Ще до виходу фільм критикували за те, що він виходить «надто рано», коли травма постраждалих ще надто свіжа, а також за те, що це художній, а не документальний фільм. Окрему критику спричинив один з англомовних постерів фільму, де написано «Bucha» та зображено напівзруйновану багатоповерхівку в Бородянці, що дехто вважав грубою неточністю. (Хоч в Бородянці також відбувається частина подій фільму.)
"«Буча» — це український «Список Шиндлера» з потужним позитивним посилом про звільнення від страху." саме так охаректерезували фільм особи, які були прообразами героїв фільму.